# Tàu thủy

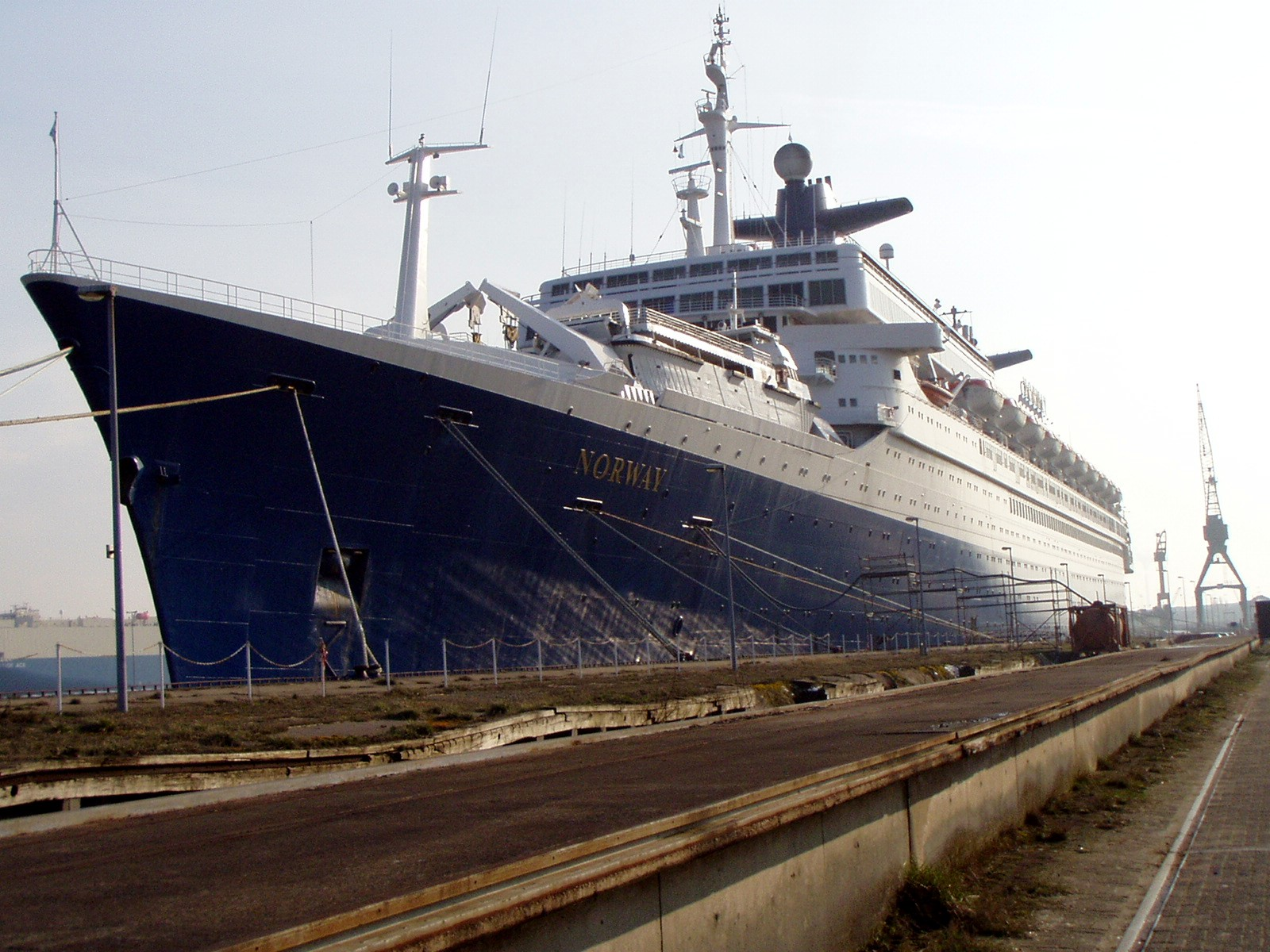
Hình ảnh một tàu thủy

Tàu thủy là một công trình kỹ thuật nổi, có thể chuyển dịch trên mặt nước, hay ngầm dưới nước, theo hướng đã định, với tốc độ cần thiết, và chuyên chở hàng hóa hay hành khách tùy theo đặc tính sử dụng của con tàu.
Con tàu hiện đại là một công trình phức tạp, khác hẳn với những công trình kỹ thuật ở trên mặt đất, đó là vì tàu hoạt động trong một môi trường đặc biệt là nước. Tàu thủy thường phân biệt với thuyền dựa trên kích thước và khả năng hoạt động độc lập trong một thời gian kéo dài
Từ cuối thế kỷ 18 trở về trước, các thuyền buồm đều vận chuyển nhờ gió biển trong khi gió lại thổi thất thường. Người ta đã nghĩ tới việc dùng một nguồn năng lực nào không thay đổi và đủ mạnh để thay thế gió.
Cuộc Cách mạng Công nghiệp vào đầu thế kỷ 18 đã mang lại cho ngành Hàng Hải một sản phẩm chế tạo do các nhà phát minh và kỹ thuật, đó là máy hơi nước, một dụng cụ sinh ra động lực. Máy hơi nước đã được áp dụng vào thuật hàng hải và tàu thủy ra đời.

## Lịch sử
Sau Rumsey, John Fitch mới đúng là nhà chế tạo tàu thủy đầu tiên. Chính vì cần tới các miền đất Viễn Tây mà Fitch tới Pennsylvania để học hỏi về máy hơi nước. Vào năm 1785, Fitch bắt đầu đóng một kiểu tàu thủy có guồng (paddle wheel) tại bên sườn tàu. Hai năm sau, nhà phát minh này lắp động cơ vào một chiếc thuyền dài 14 mét. Không biết vì sao, Fitch đã đổi ý và lại cho lắp các mái chèo thẳng đứng. Động cơ truyền sức mạnh vào hai bộ máy chèo, mỗi bộ gồm 6 chiếc, tại mỗi cạnh thuyền. Các mái chèo này lần lượt nhấc lên rồi cắm xuống, đẩy nước về phía sau. Mặc dù phương pháp này rất vụng về, lần thử trên sông vẫn mang lại thành công. Vào một buổi chiều tháng 8 năm 1787, con tàu đã vượt được khoảng cách 40 dậm với vận tốc 4 dậm một giờ.

### Tàu chạy bằng máy "không khí"
Vào khoảng năm 1700, Newcomen đã chế ra chiếc máy "không khí" nhưng loại máy này còn quá yếu và nặng nề, không thể áp dụng cho tàu thủy. Cũng vào thời kỳ này, Denis Papin đã tìm cách áp dụng phát minh về máy hơi nước của ông ta vào tàu thủy nhưng chiếc tàu làm mẫu của Papin bị các thủy thủ ganh tị phá vỡ vào năm 1707 và Denis Papin từ bỏ việc chế tạo.

### Tàu chạy máy hơi nước
Chiếc máy hơi nước thực sự được James Watt chế ra vào khoảng năm 1770 và tại nước Pháp, nhiều người đã tìm cách áp dụng máy hơi nước vào việc chuyển vận trên mặt nước. Các Bá Tước Auxiron và Follenay đã làm các tàu thủy nhưng các con tàu này đều bị chìm trên dòng sông Seine, có thể do sự phá hoại của các thủy thủ thời đó, vì họ sợ bị thất nghiệp. Tới năm 1783, Bá Tước Jouffroy d'Abbans đã thành công trong việc đóng chiếc tàu thủy Pyroscaphe và cho tàu này chạy trên sông Saone trong 15 phút trước sự chứng kiến của hàng ngàn người quan sát. Bá Tước d'Abbans đã xin trợ giúp của chính phủ nhưng dự án bị Hàn Lâm Viện Pháp bác bỏ vì Viện đang tài trợ các thí nghiệm về khinh khí cầu của Montgolfier. Vì thế công trình nghiên cứu tàu thủy của Bá Tước d'Abbans phải bỏ dở.

### Cha đẻ
Hai người Mỹ đầu tiên được gán cho danh dự đã chế tạo các tàu thủy đầu tiên là James Rumsey và John Fitch. J. Rumsey đã cố gắng lắp một động cơ dùng hơi nước vào một chiếc thuyền vào năm 1786 nhưng chẳng may, Rumsey đã chọn phải một động cơ không thích hợp. Động cơ này hút nước ở trước tàu và nhả ra sau tàu. Sau nhiều lần thử thất bại, Rumsey sang nước Anh và tại nơi này, ông ta chế tạo một tàu thủy khác. Rumsey qua đời bất ngờ khiến cho công cuộc thí nghiệm bị chấm dứt dù cho về sau, trong chuyến chạy thử trên dòng sông Thames, chiếc tàu thủy của ông Rumsey đã chạy được với vận tốc 4 hải lý một giờ.
Sau Rumsey, John Fitch mới đúng là nhà chế tạo tàu thủy đầu tiên. Chính vì cần tới các miền đất Viễn Tây mà Fitch tới Pennsylvania để học hỏi về máy hơi nước. Vào năm 1785, Fitch bắt đầu đóng một kiểu tàu thủy có guồng (paddle wheel) tại bên sườn tàu. Hai năm sau, nhà phát minh này lắp động cơ vào một chiếc thuyền dài 14 mét. Không biết vì sao, Fitch đã đổi ý và lại cho lắp các mái chèo thẳng đứng. Động cơ truyền sức mạnh vào hai bộ máy chèo, mỗi bộ gồm 6 chiếc, tại mỗi cạnh thuyền. Các mái chèo này lần lượt nhấc lên rồi cắm xuống, đẩy nước về phía sau. Mặc dù phương pháp này rất vụng về, lần thử trên sông vẫn mang lại thành công. Vào một buổi chiều tháng 8 năm 1787, con tàu đã vượt được khoảng cách 40 dậm với vận tốc 4 dậm một giờ.
Fitch như vậy đã chiếm được địa vị độc tôn về đóng tàu thủy chạy trong các tiểu bang New Jersey, New York, Pennsylvania, Delaware và Virginia. Vì tin tưởng thành công nên Fitch trù tính đóng một chiếc tàu thủy lớn hơn, dài 18 mét và cũng chạy bằng hơi nước. Vào năm 1788, con tàu này được hạ thủy và cũng thành công trong việc chở 30 hành khách chạy trên hải trình từ Philadelphia tới Burlington. Trong khoảng thời gian này, tiền vốn của Fitch cạn dần trong khi dân chúng lại không quan tâm đến phát minh đó. Fitch cố gắng chế tạo con tàu thứ ba vào năm 1790. Chiếc tàu thủy này có nồi súp de tốt hơn và bộ máy đơn giản hơn, tàu đã di chuyển trên dòng sông Delaware và được các báo chí tại Philadelphia ca tụng. Mặc dù cách đẩy nước vụng về, con tàu này của Fitch đã thành công về cơ khí và đã di chuyển được hơn 2,000 dậm, chở cả hành khách lẫn hàng hóa.
Khi sắc luật về bằng sáng chế được chấp thuận vào năm 1791, Fitch được cấp bằng phát minh về tàu thủy nhưng cũng loại bằng cấp này được cấp cho Rumsey và Stevens trong khi đó Fitch đứng đầu về tài năng. Mặc dù bất mãn và bị túng thiếu, Fitch vẫn tiếp tục nuôi dưỡng giấc mơ về tàu thủy. Tưởng rằng có thể thành công hơn tại nước Pháp, Fitch xuống tàu sang Pháp vào năm 1793. Tại nước Pháp và để chắc chắn, Fitch lại xin bằng phát minh về tàu thủy nhưng rồi vẫn gặp vận sui. Cuộc Cách mạng Pháp đã cản trở các cuộc thí nghiệm của Fitch. Dù sao, Fitch cũng ảnh hưởng tới sự phát triển về tàu thủy của xứ sở này. Fitch đã để lại các họa đồ vẽ tàu thủy cho viên Lãnh Sự Mỹ tại Paris rồi ông này đã cho một kỹ sư trẻ tuổi kiêm họa sĩ xem. Viên kỹ sư này tên là Robert Fulton. Trong lúc đó, Fitch trở lại Hoa Kỳ với sức khỏe mong manh. Nhà phát minh này đã cố gắng làm cho dân chúng quan tâm về sự chuyển vận của tàu thủy bằng cuộc triển lãm một con tàu nhỏ dùng động cơ hơi nước, nhưng dân chúng vẫn lãnh đạm. Fitch lui về Kentucky, trở nên mất trí rồi qua năm 1798, qua đời vì dùng quá liều thuốc phiện.

### Hai nhà phát minhStevensvàFulton
Trong khi các tàu thủy của Fitch xuôi ngược trên dòng sông Delaware, một người đã trông thấy tàu chạy và đã nhìn thấy khả năng vô biên của tàu thủy, người đó là Đại tá John Stevens. Đầu tiên, do cần có một phương tiện khứ hồi từ nhà tại New York City tới miền đất sở hữu tại Hoboken mà Stevens quyết định đóng lấy một chiếc tàu thủy. Stevens còn nhận ra vài chỗ nhầm lẫn trong phát minh của Fitch, hơn nữa nhờ giàu có, Stevens dễ thực hiện những cải cách cần thiết.
Stevens thuyết phục được người anh rể tên là Robert Livingston cùng bỏ tiền ra đặt một động cơ hơi nước tại xưởng đúc New Jersey rồi lắp động cơ này vào một con thuyền dài 60 feet (gần 18 mét). Lần thử vào năm 1798 gặp thất bại vì tàu đã dùng phương pháp đẩy giống như phương cách của Rumsey. Lần thử thứ hai cũng không thành công dù cho nhà phát minh dùng các mái chèo thẳng đứng đặt tại đuôi tàu, giống như cách thức của Fitch. Rồi bộ máy quá nặng nề đã làm bể vỡ con thuyền mong manh. Không lâu sau đó, Livingston lãnh nhiệm vụ làm Đại sứ Hoa Kỳ tại nước Pháp còn Stevens tiếp tục thí nghiệm và trở nên viên kỹ sư máy hơi nước tài giỏi nhất Hoa Kỳ vào đầu thế kỷ 19.
Năm 1802, Stevens lắp vào chiếc thuyền dài 8 mét một máy hơi nước nhỏ liên hợp với một chân vịt có 4 cánh. Nhà phát minh đã dùng con tàu này để đi nhiều lần từ New York tới Hoboken. Vài năm sau, Stevens hoàn thành một con tàu thứ hai có hai chân vịt chuyển vận nhờ một động cơ áp suất cao do chính ông ta vẽ kiểu. Và danh vọng tột đỉnh tới với Stevens khi ông ta đóng xong con tàu Phoenix trong 2 năm. Con tàu này dài 31 mét, có động cơ đồ sộ. Stevens trở lại cách đẩy tàu kiểu cũ, tức là dùng các bánh xe guồng (paddle wheels) và làm cho chắc chắn, ông ta lại thêm hai chiếc cột để khi cần tới, có thể kéo buồm lên.
Vì danh tiếng của Fitch, Stevens không dám cho tàu chạy trong tiểu bang New York nên đành phải cho tàu ra khơi. Chiếc Phoenix đã chạy được từ New York tới Philadelphia bình yên. Như vậy Stevens đoạt danh dự là người đầu tiên hoàn thành một cuộc du lịch bằng tàu thủy ra ngoài biển khơi. Nhưng thành tích này không được nhiều người khác quan tâm vì vào thời bấy giờ, dân chúng Hoa Kỳ đang mải chú ý tới các cuộc chạy thử tàu thủy của Robert Fulton trên dòng sông Hudson. Trong những năm tiếp theo, Stevens chuyên về chế tạo các phà chạy bằng máy hơi nước và cũng quan tâm cả về ngành hỏa xa.
Khởi đầu Fulton thử nghiệm các phương pháp đẩy và xem xét các kiểu vỏ tàu. Fulton coi tàu và máy là một đơn vị chứ không phải là hai thứ riêng rẽ. Vào năm 1803, Fulton hoàn thành con tàu dài 23 mét, rộng 2.4 mét. Con tàu bỏ neo trên dòng sông Seine nhưng rồi bị vỡ đôi trước khi thử. Bộ máy tàu được cứu thoát để rồi được đặt vào một vỏ tàu mới cứng cáp hơn. Cùng trong năm này, con tàu mới được hạ thủy. Lần thử thứ nhất thành công, tàu đã di chuyển một cách kỳ dị trên mặt nước nhờ hai bánh xe guồng đạp nước. Tuy nhiên dân chúng chứng kiến cuộc thử vẫn coi đây là một sản phẩm mới, hơn là một bước tiến nhiều triển vọng lớn lao.
Năm 1806, Fulton trở về Hoa Kỳ với kiến thức rộng rãi về kênh đào, tàu ngầm và tàu thủy. Fulton bắt tay vào việc vẽ vỏ tàu. Vào năm sau con tàu mới được lắp động cơ do Watt chế tạo. Con tàu này trông rất xấu xí, được đặt tên là Clermont theo tên miền ruộng đất của Livingston tại Hudson. Tàu Clermont thực ra là một sà lan phẳng đáy, thiếu tỉ lệ về chiều dài, bộ máy tàu được đặt phía trước và làm chuyển động hai bánh xe guồng không che phủ gồm những guồng dài 15 feet. Khi tàu chạy, nước văng ướt khắp phần giữa tàu.
Ngày 17/8/1807, 40 hành khách đã dự một cuộc du ngoạn khứ hồi từ New York tới Albany mà không gặp một tai nạn nào. Tàu chạy được 150 dậm trong 32 giờ, như vậy tốc độ ngược dòng của tàu là 5 dậm một giờ. Cuộc chạy thử này đã là một điểm son trong lịch sử hàng hải và cũng chứng minh cách vận chuyển thành công dùng máy hơi nước. Nhưng hơn hẳn nhiều nhà phát minh khác, Fulton đã cải cách tàu thủy thành một loại tàu đẹp mắt và theo đòi hỏi của dân chúng. Trong các lần thử sau, Fulton đã cho bao phủ các guồng nước và lập ra các phòng hành khách có giường ngủ và dụng cụ nấu bếp. Vì thế Công ty Tàu Thủy Trên Sông Hudson (the Hudson River Steamboat Company) thành hình. Vào tháng 9 năm 1807, bắt đầu có các chuyến tàu theo thời biểu và giá vé từ New York tới Albany là 7 mỹ kim. Trong các năm sau, hai con tàu thủy nữa được đóng để cung cấp các chuyến đi hàng ngày giữa hai địa điểm này.
Trong cuộc chiến tranh 1812, Fulton được giao cho công việc đóng chiếc tàu chiến đầu tiên. Thực ra đây là một con tàu với hai vỏ tàu đặt cạnh nhau và bánh xe guồng được đặt ở giữa, cạnh tàu được lắp các tấm thép. Về sau con tàu chiến này vẫn còn dở dang mặc dù chiến tranh đã chấm dứt và Fulton đã qua đời vào năm 1815.

### Tàu thủy dùng chân vịt
Trong khi tại Hoa Kỳ các nhà tiên phong đang thử nghiệm về tàu thủy thì tại các nước khác, những tiến bộ cũng được thực hiện. Vào năm 1812, người Anh đã khánh thành việc chuyên chở bằng tàu thủy giữa Glasgow và Helensburgh, rồi hai năm sau nữa, hai con tàu thủy bắt đầu xuôi ngược trên dòng sông Thames. Nhờ Stevens và Fulton chứng tỏ khả năng của tàu thủy nên những nhà phát minh bắt đầu tìm cách cải tiến về động cơ cũng như kiểu đóng tàu. Lúc đầu, những nhà kỹ thuật này bị ảnh hưởng bởi họa đồ và dụng cụ của các thuyền buồm vì thế vào lúc ban đầu, các tàu thủy đều có cột buồm và cánh buồm trong khi động cơ lại được coi là bộ phận phụ thuộc. Guồng đạp nước vẫn còn được sử dụng, sự chứng minh của Stevens về chân vịt đã bị người đời quên lãng.
Dần dần các cải cách cũng xuất hiện, vỏ tàu bằng gỗ được thay thế bằng sắt, sau lại bằng thép. Các động cơ càng ngày càng mạnh hơn và có hiệu lực hơn, các guồng nước được thay thế bằng chân vịt. Trong khi các cải tiến này đang được thực hiện thì tàu thủy cũng tăng dần về kích thước, về khả năng chuyên chở và tầm xa vận chuyển. Tất cả những tiến bộ này đã khiến cho ngành hàng hải xuyên đại dương phát triển.
Cuộc vượt biển đầu tiên bằng tàu thủy được thực hiện năm 1818 do tàu buồm Savanna chở thư từ và hàng hóa. Con tàu này đã chạy trên hải trình New York - Le Havre. Tàu Savanna được lắp động cơ và guồng đạp nước với tính cách phụ và trong 80 giờ chuyển vận, động cơ hơi nước đã được dùng để tăng thêm tốc độ cho tàu.
Nhưng danh dự chính đáng về vượt đại dương bằng năng lực hoàn toàn của hơi nước phải được dành cho con tàu Curacao, một chiếc tàu thủy Hòa Lan khởi hành từ Rotterdam để đi tới West Indies vào năm 1827. Trong vòng 10 năm, nhiều con tàu khác đã hoàn thành nhiều cuộc vượt biển đầy nguy hiểm và càng ngày, thời gian di chuyển càng ít hơn. Đáng ghi nhớ nhất là thời gian kỷ lục 25 ngày vượt biển Đại Tây Dương của con tàu Royal William, do Sammuel Cunard và các cộng sự viên đóng xong trong vào năm 1883 tại Quebec. Những cuộc vượt biển này đã chứng tỏ rằng tàu thủy chạy trên biển thích hợp hơn chạy trên sông, và nhiều công ty được thành lập để đóng tàu dùng trong các chuyến đi thông thường.
Vào năm 1838, Công ty Hàng Hải Hơi Nước Anh Mỹ (the British and American Steam Navigation) bắt đầu hoạt động với con tàu Sirius trọng tải 703 tấn. Các động cơ hoàn hảo hơn cũng xuất hiện dần, cho phép tàu đi được các chặng đường xa hơn, lại chở nhiều hơn về hành khách và hàng hóa. Thời gian vượt biển cũng được thu ngắn và kỷ lục là 15 ngày với con tàu Great Western, trọng tải 1440 tấn, do công ty Cunard Line thành lập năm 1840.
Mặc dù vào thời kỳ này, vận tốc của tàu đã đạt được 9 hải lý một giờ nhờ các động cơ mạnh hơn, phần lớn các con tàu thủy vẫn dùng buồm để lợi dụng sự xuôi gió. Trong khi bánh xe guồng chứng tỏ sự thích hợp trong việc sử dụng trên sông hồ thì người ta lại thấy cách đẩy này không hiệu quả và bất tiện với loại tàu thủy đi biển. Trước đó nhiều năm, chân vịt đã được dùng tại con tàu Clermont chạy trên sông Hudson. Năm 1836, chân vịt đã được hai nhà phát minh cầu chứng tại hai nơi riêng biệt: đó là hai ông F. P. Smith người Anh và John Ericsson người Thụy Điển, quốc tịch Hoa Kỳ. Nhiều cuộc thí nghiệm với những con tàu nhỏ lắp chân vịt đã chứng tỏ rằng khi dùng chân vịt con tàu vừa có thêm sức mạnh, vừa tiết kiệm được nhiên liệu hơn dùng bánh xe guồng.
Thực ra, ưu điểm về chân vịt chỉ được chứng tỏ khi có con tàu Great Britain hạ thủy tại Bristol vào năm 1844. Đây là một con tàu lớn, dài 96 mét và trọng tải 3,440 tấn. Tàu được trang bị động cơ 4 xy lanh 200 mã lực nên đã chạy với tốc độ 12 hải lý một giờ. Ngoài việc sử dụng tới chân vịt, vỏ tàu lại được đóng bằng sắt, tất cả những ưu điểm này đã khiến cho con tàu mang danh hiệu "cách mạng".
Từ năm 1856, các con tàu thủy của Hoa Kỳ vẫn còn dùng bánh xe guồng. 9 năm về trước, hai con tàu Herman và Washington trọng tải 1850 tấn đã được cho chạy giữa Bremen và New York, rồi vài năm sau lại có thêm hải lộ New York - Le Havre. Các đội tàu biển bằng gỗ và dùng guồng được thành hình, lúc đầu nhận được tiền trợ cấp của chính phủ nhưng sau nhiều tai nạn, tiền trợ cấp bị khước từ. Khi các tàu thủy đóng bằng gỗ và dùng guồng biến dần trên Đại Tây Dương thì làn sóng di dân sang châu Mỹ tăng lên. Vì thế bắt đầu từ năm 1850, nhiều con tàu tân tiến được đóng cho các công ty North German Lloyd, Hamburg-American Lines, British-Inman Line và Cunard Line để chở một số đông hành khách. Những con tàu này có vỏ bằng sắt và đều dùng chân vịt.
Một biến cố lớn lao nhất trong lịch sử đóng tàu là sự chế tạo thất bại của con tàu Great Eastern. Con tàu này được đóng để giao thương với châu Úc và Viễn Đông nên được lấy mẫu căn cứ vào con tàu Đảo Anh. Tàu Great Eastern dài hơn 180 mét, trọng tải 18,900 tấn và để cho chắc chắn về sức đẩy, tàu dùng cả bánh xe guồng vận chuyển do một động cơ 3,400 mã lực cùng với chân vịt quay bởi một động cơ khác mạnh 4,800 mã lực. Tàu được hạ thủy vào năm 1851 nhưng bị mắc cạn ngay khi chạm nước. Công ty đóng tàu bị phá sản. Rồi con tàu này được bán đi để chạy trên Đại Tây Dương nhưng đây là điều không thích hợp khi con tàu trải dây cáp qua đại dương.
Càng ngày các nhà kỹ thuật càng tìm cách cải tiến tàu thủy, làm sao tiết kiệm được nhiên liệu và tăng thêm sức mạnh. Từ năm 1854, động cơ kép được áp dụng vào tàu thủy. Chân vịt kép cũng được dùng từ năm 1862 rồi tới loại chân vịt 3 lớp và 4 lớp.
Sau khi Sir Charles Algernon Parsons phát minh ra động cơ turbine, thì con tàu đầu tiên được lắp loại động cơ này là Turbinia. Con tàu này được đóng tại xưởng Clyde vào năm 1894 và đã chạy với vận tốc 34 hải lý một giờ. Năm 1905, con tàu Carmania trọng tải 19,000 tấn được lắp động cơ turbine. Sự thành công về loại động cơ này khiến cho người ta đóng tiếp hai con tàu biển nữa là Mauretania và Lusitania. Tàu Mauretania trọng tải 31,900 tấn, có động cơ turbine 68,000 mã lực và chân vịt 4 lớp, đã đạt được tới vận tốc 25 hải lý một giờ. Con tàu xuyên đại dương này đã giữ kỷ lục trong 22 năm liền.
Ngoài động cơ turbine, các nhà kỹ thuật còn dùng động cơ diesel vào tàu thủy. Từ năm 1903, con tàu Anh Wandal đã dùng động cơ diesel để phát điện. Lúc đầu các động cơ diesel chỉ được dùng cho loại tàu chở hàng hóa nhưng từ năm 1924, các con tàu chở khách cũng được lắp loại động cơ này. Con tàu lớn đầu tiên dùng động cơ diesel là chiếc Gripsholm đóng xong vào năm 1925. Hai năm sau, động cơ diesel lại được dùng cho con tàu Augustus trọng tải 32,000 tấn của công ty Navigazione Generale Italiana.
Từ năm 1930, động cơ diesel được dùng cho hầu hết các con tàu thủy và mặc dù không còn khói như trước kia, ống khói cổ truyền trên tàu vẫn không bị bỏ hẳn vì còn được dùng vào việc làm thoát hơi vào trong không khí.

## Phân loại
- Theo động học: 3 nhóm
+ theo nhóm khí động học: dùng nệm khí để không chạm nước, tránh tạo sóng tàu đệm không khí.
+ theo nhóm thủy động học: dùng động lực nâng nổi tàu, giảm tạo sóng tàu cánh ngầm.
+ theo định luật Archimede: dùng tĩnh lực cân bằng tàu để nổi trên mặt nước tàu bình thường.
- Theo chức năng chuyên chở và đối tượng phục vụ: tàu hàng, tàu khách, tàu đánh bắt thủy sản, tàu quân sự, tàu nghiên cứu thềm lục địa, tàu chuyên dụng.
- Theo vùng hoạt động (cấp tàu):
+ tàu biển:
- cấp không hạn chế.
- hạn chế cấp I: cách bờ không quá 200 hải lý
- hạn chế cấp II: cách bờ không quá 50 hải lý.
- hạn chế cấp III: cách bờ không quá 20 hải lý.

+ tàu sông:
- hạn chế cấp I: chiều cao sóng h1/3 không quá 2m.
- hạn chế cấp II: chiều cao sóng h1/3 không quá 1.2m.

+ Tàu pha sông biển: chạy cách bờ không quá 12 hải lý. theo cấp tàu biển.